# Яблунівська ЗОШ
Яблунівська загальноосвітня школа 1-3 ступенів Оржицької районної ради Полтавської області Яблунівської сільської ради — загальноосвітня школа, розташована у с Яблуневе (Оржицький район Полтавської області).

## Загальні дані
Сьогодні Яблунівська загальноосвітня школа І-ІІІ ступенів — це  двоповерхова будівля розрахована на 320 посадкових місць. Приміщення школи гостинно відкрило свої двері для учнів на початку  1974—1975 навчально року.  В школі є велика спортивна зала, столова та їдальня на 60 учнів, майстерня, комп'ютерний  клас, бібліотека. В школі працює 18 учителів та 7 осіб обслуговчого персоналу.

## З історії шкільництва і школи в Яблуневі

### Історія Яблунівської школи
Після реформ 1860–70 років в Яблуневому вперше була відкрита 2-х класна школа (церковно-приходська) у звичайній сільській хатині, в якій навчалось близько 40 учнів. Навчання проводилось у дві зміни. Навчались в основному хлопчики. В школі працював один учитель. Дітей переважно вчили піп і дяк, які два рази на тиждень водили дітей в церкву.
На початку ХХ ст. в нашому селі була відкрита земська п'ятикласна школа, в якій навчалось 60 осіб. Розміщалась вона в будинку з 2-х кімнат в районі базарної площі. В ній працювали три вчителі: Мишковський, Брижила і Свідерська. До  жовтневої революції в селі шкільних приміщень не будували.
Після Жовтневої соціалістичної революції в Яблуневому було відремонтовано приміщення (будинок) колишнього поміщика Гомеля і відкрито в ньому школу, яка називалася «Українська народна гімназія» з п'ятирічним терміном навчання. В 1922 році ця школа була переведена на семирічне навчання, в якій навчалось 150 учнів.
У 1924 році в Яблунівській семирічній школі була створена піонерська організація. В 1932 році школі було передано ще одне приміщення, в якому раніше розташовувався райвиконком, так як в 1931 році після реорганізації районів органи влади переїхали до Оржиці. Таким чином на 1932 рік в с. Яблуневе було два шкільних приміщення по 5 класних кімнат в кожному. На 1935 рік в Яблунівській семирічній школі навчалося 600 учнів. В цьому ж році школу було переведено на десятирічне навчання. В 1938 році в Яблунівській середній школі був перший випуск учнів 10 класу.
Настав чорний день фашистської окупації. 17 вересня 1941 року двері школи закрились, навчання припинилося. Фашисти зруйнували три шкільні будинки. Два роки діти не навчалися. Настав 1943 рік. Загарбники були вигнані з села. Знову відкрилися двері школи, але навчатися прийшлося в трьох селянських будинках. І лише на початку 50-х років колгосп збудував контору, яку передав у користування школи. Також було відремонтовано приміщення колишнього дитячого притулку, в якому виховувалися діти багатіїв (цей будинок був збудований ще в 1907 році).

### Директори
-  Тютюнник Петро Макарович (1962—1964 рр.)
-  Пилипинко Іван Якович (1964—1975 рр.)
-  Корніяченко Яків Павлович (1975—1978 рр.)
-  Закотюра Вадим Іванович (1978—1981 рр.)
-  Божко Віктор Іванович (1981—1986 рр.)
З 1987 року нашу школу очолює Стрілець Павло Дмитрович.

### Видатні люди
Гончаренко Іван Іванович — письменник,
Баран Микола Андрійович — колишній заступник міністра охорони здоров'я  УРСР,
Власенко Сергій Платонович — Герой Радянського Союзу,
Несторенко Г.Д. — Герой Соціалістичної Праці,
Чепіга Костянтин Миколайович — художник, член Спілки художників України.